# Hà Thanh Hùng
Hà Thanh Hùng (sinh năm 1964) là thẩm phán cao cấp người Việt Nam. Ông hiện giữ chức vụ Chánh án Tòa án nhân dân tỉnh Cà Mau. Ông là đảng viên Đảng Cộng sản Việt Nam.

## Tiểu sử
Hà Thanh Hùng sinh năm 1964, quê quán tại xã Tắc Vân, thành phố Cà Mau, tỉnh Cà Mau.
Ông có bằng Cử nhân Luật, Cử nhân Chính trị.
Từ năm 2015, ông là Chánh án Tòa án nhân dân tỉnh Cà Mau.
Hiện nay (2018), ông đang là Tỉnh ủy viên, Bí thư Ban cán sự đảng, Thẩm phán cao cấp, Chánh án Tòa án nhân dân tỉnh Cà Mau.